# Forest Laboratories
Forest Laboratories foi uma companhia da indústria farmacêutica que desenvolvia, fabricava e vendia formas de marca e genéricas de medicamentos. Foi comprada em 2014 pela Actavis. Em 2015 a Actavis comprou a  Allergan por 70.5 bilhões de dólares e criou uma das 10 maiores indústrias farmacêuticas do mundo. O nome da nova empresa será Allergan.
Seus principais produtos incluem Lexapro (Escitalopram) para o tratamento da depressão em adultos e adolescentes e generalizada transtorno de ansiedade em adultos; Namenda (Memantina) para o tratamento da doença de Alzheimer; Bystolic (Nebivolol) para o tratamento da hipertensão arterial, Savella (Milnaciprano) gestão da fibromialgia/depressão,  Fetzima (Levomilnaciprano) para depressão, VIIBRYD® (Vilazodona) para tratar a depressão.